# The Playful Polar Bears
The Playful Polar Bears è un cortometraggio d'animazione statunitense diretto da Dave Fleischer, prodotto da Fleischer Studios e distribuito da Paramount Pictures il 28 ottobre 1938. Fa parte della serie Color Classics.

## Trama
Un orso polare cerca di proteggere i suoi cuccioli mentre un gruppo di cacciatori approda per uccidere gli orsi.